# Elecciones federales de Alemania de 1878
Las elecciones parlamentarias de Alemania de 1878 se llevaron a cabo el 30 de julio de 1878. El Partido Nacional Liberal se mantuvo como el partido más grande en el Reichstag, con 94 de los 397 escaños. La participación electoral fue del 63,3%.

## Resultados
| #  | Partido político    | Votos     | % de votos válidos | Escaños | Variación (escaños) |
| -- | ------------------- | --------- | ------------------ | ------- | ------------------- |
| 1  | Zentrum             | 1.315.720 | 22.8%              | 94      | +1                  |
| 2  | NLP                 | 1.291.161 | 22.4%              | 97      | -30                 |
| 3  | DRP                 | 785.631   | 13.6%              | 57      | +19                 |
| 4  | KP                  | 736.826   | 12.8%              | 59      | +19                 |
| 5  | SPD                 | 437.158   | 7.6%               | 9       | -4                  |
| 6  | DFP                 | 395.065   | 6.9%               | 26      | -8                  |
| 7  | PP                  | 216.148   | 3.8%               | 14      | =                   |
| 8  | ELP                 | 178.883   | 3.1%               | 15      | =                   |
| 9  | DHP                 | 106.555   | 1.9%               | 10      | +6                  |
| 10 | DVP                 | 68.851    | 1.2%               | 3       | -1                  |
| 11 | Otros partidos      | 228.949   | 4.0%               | 13      | -                   |
|    | Votos nulos/blancos | 20.049    | -                  | -       | -                   |
|    | Total               | 5.780.996 | 100.0%             | 397     | =                   |

Fuente: Wahlen in Deutschland